# Daniel Markić
Daniel Markić (Pariz, 21. srpnja 1972.) hrvatski je obavještajni stručnjak
Rodio se u Parizu 1972. godine, gdje se i školovao. Njegov otac je iz Veljaka pokraj Ljubuškoga, a majka iz Glavine Donje pokraj Imotskoga. Bio je reprezentativac Francuske u plivanju u mlađim kategorijama. Završio je studij engleskoga jezika i tehničkih znanosti na Sorboni. Stručnjak je za međunarodno i europsko pravo. Svoju vojnu karijeru započeo je 1991. godine u specijalnim postrojbama Hrvatske vojske „Zelenim beretkama”, gdje je dostigao čin bojnika. Godine 1994. došao je iz vojske u Hrvatsku izvještajnu službu (HIS), gdje je radio do 2001. godine. Djelovao je u diplomaciji od 2001. do 2005. godine u Misiji Republike Hrvatske pri Europskoj Uniji u Bruxellesu, nakon čega ulazi u sigurnosno-obavještajni sustav u Obavještajnu agenciju (OA).
Na čelu je Sigurnosno-obavještajne agencije (SOA) od svibnja 2016., a mandat će mu završiti 1. rujna 2024. kada prelazi na mjesto ravnatelja Obavještajno analitičkoga centra EU-a (EU INTCEN).
Predsjednik Republike Zoran Milanović odlikovao ga je Redom kneza Branimira „za osobite zasluge u promicanju međunarodnog položaja i ugleda Hrvatske na području sigurnosno-obavještajnog rada” 27. kolovoza 2024. godine.